# Związek gmin March-Umkirch
Związek gmin March-Umkirch – związek gmin (niem. Gemeindeverwaltungsverband) w Niemczech, w kraju związkowym Badenia-Wirtembergia, w rejencji Fryburg, w regionie Südlicher Oberrhein, w powiecie Breisgau-Hochschwarzwald. Siedziba związku znajduje się w miejscowości March, przewodniczącym jego jest Walter Laub.
Związek zrzesza dwie gminy wiejskie:
- March, 8 754 mieszkańców, 17,78 km²
- Umkirch, 5 217 mieszkańców, 8,72 km²